# Sophia Papamichalopoulou
Sophia Papamichalopoulou (Athene, 5 april 1990) is een Cypriotische voormalig alpineskiester. Ze nam eenmaal deel aan de Olympische Winterspelen, maar behaalde geen medaille. 

## Carrière
Papamichalopoulou nam nog nooit deel aan een wereldbekerwedstrijd.
Op de Olympische Winterspelen 2010 in Vancouver was een 53e plaats op de slalom haar beste resultaat.

## Resultaten

### Olympische Spelen
| Jaar | Plaats    | Resultaten                  |
| ---- | --------- | --------------------------- |
| 2010 | Vancouver | 53e Slalom 55e Reuzenslalom |